# Popillia drumonti
Popillia drumonti är en skalbaggsart som beskrevs av Limbourg 2008. Popillia drumonti ingår i släktet Popillia och familjen Rutelidae. Inga underarter finns listade i Catalogue of Life.